# Mathematics of Operations Research
Mathematics of Operations Research is een internationaal, aan collegiale toetsing onderworpen wetenschappelijk tijdschrift op het gebied van de
toegepaste wiskunde en operationeel onderzoek.
De naam wordt in literatuurverwijzingen meestal afgekort tot Math. Oper. Res.
Het wordt uitgegeven door het Institute for Operations Research and the Management Sciences (INFORMS) en verschijnt vier keer per jaar. Het eerste nummer verscheen in 1976.